# Cara visible de la Luna

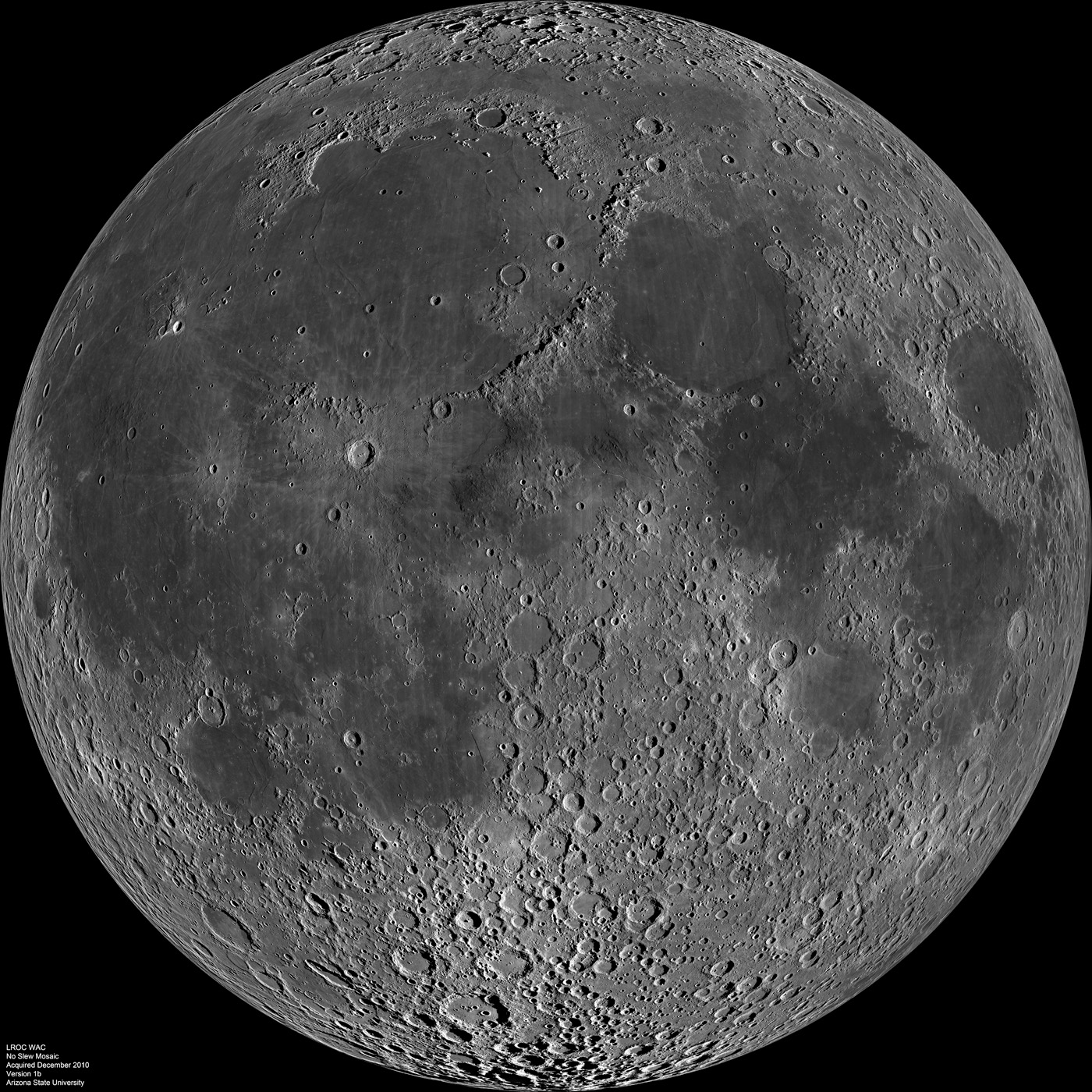
Cara visible de la Luna fotografiada por el LRO de la NASA.

Cara visible de la Luna con los principales mares y cráteres etiquetados.

La cara visible de la Luna es el hemisferio de la Luna que está permanentemente orientado hacia la Tierra, siendo el hemisferio opuesto la cara oculta de la Luna. La razón por la cual desde la Tierra solo es visible esta cara de la Luna se debe a que  la Luna gira en torno a su eje de rotación a la misma velocidad a la cual orbita alrededor de la Tierra, lo cual se conoce como rotación síncrona o acoplamiento de marea.
La Luna está directamente iluminada por el Sol y debido a la variación cíclica de las condiciones de observación desde la Tierra ocurre lo que se conoce como fases lunares. Las partes no iluminadas de la Luna pueden a veces estar débilmente iluminadas debido al brillo de la Tierra, que no es más que la luz solar que al reflejarse en la superficie de la Tierra se proyecta sobre la Luna. Dado que la órbita de la Luna es un poco elíptica y está inclinada respecto a su plano ecuatorial, las libraciones permiten que hasta un 59 % de la superficie de la Luna pueda verse desde la Tierra (aunque desde cualquier punto de la Tierra en cualquier momento solo puede observarse la mitad del satélite).

## Nomenclatura
La cara visible de la luna está cubierta por grandes áreas oscuras que los primeros astrónomos que la cartografiaron en el siglo XVII (principalmente Giovanni Riccioli y Francesco Maria Grimaldi) pensaron que se trataban de mares. A pesar de que posteriormente se descubrió que la luna no tenía mares, el término «mare» sigue siendo utilizado. En contraposición, las regiones con color más claro son denominadas «terrae», más comúnmente referidas como tierras altas.

## Orientación
La imagen de la Luna normalmente se muestra en los mapas con el norte en la parte superior y el oeste a la izquierda. Sin embargo, los astrónomos normalmente giran el mapa colocando el sur en la parte superior de forma que se corresponda con la imagen vista en la mayoría de los telescopios, los cuales muestran la imagen invertida.
Hay que tener en cuenta que, en la Luna, el este y el oeste se encuentran en donde cabe esperarlos si estuviésemos de pie en la Luna. Pero cuando nosotros, desde la Tierra, vemos la Luna en el cielo la dirección este-oeste se invierte. Para precisar unas determinadas coordenadas sobre Luna se debería, por tanto, mencionar siempre si se trata de coordenadas selenográficas o de coordenadas astronómicas.